# Gymnasium Skövde

Gymnasium Skövde är Skövdes kommunala gymnasium där två skolor samarbetar.

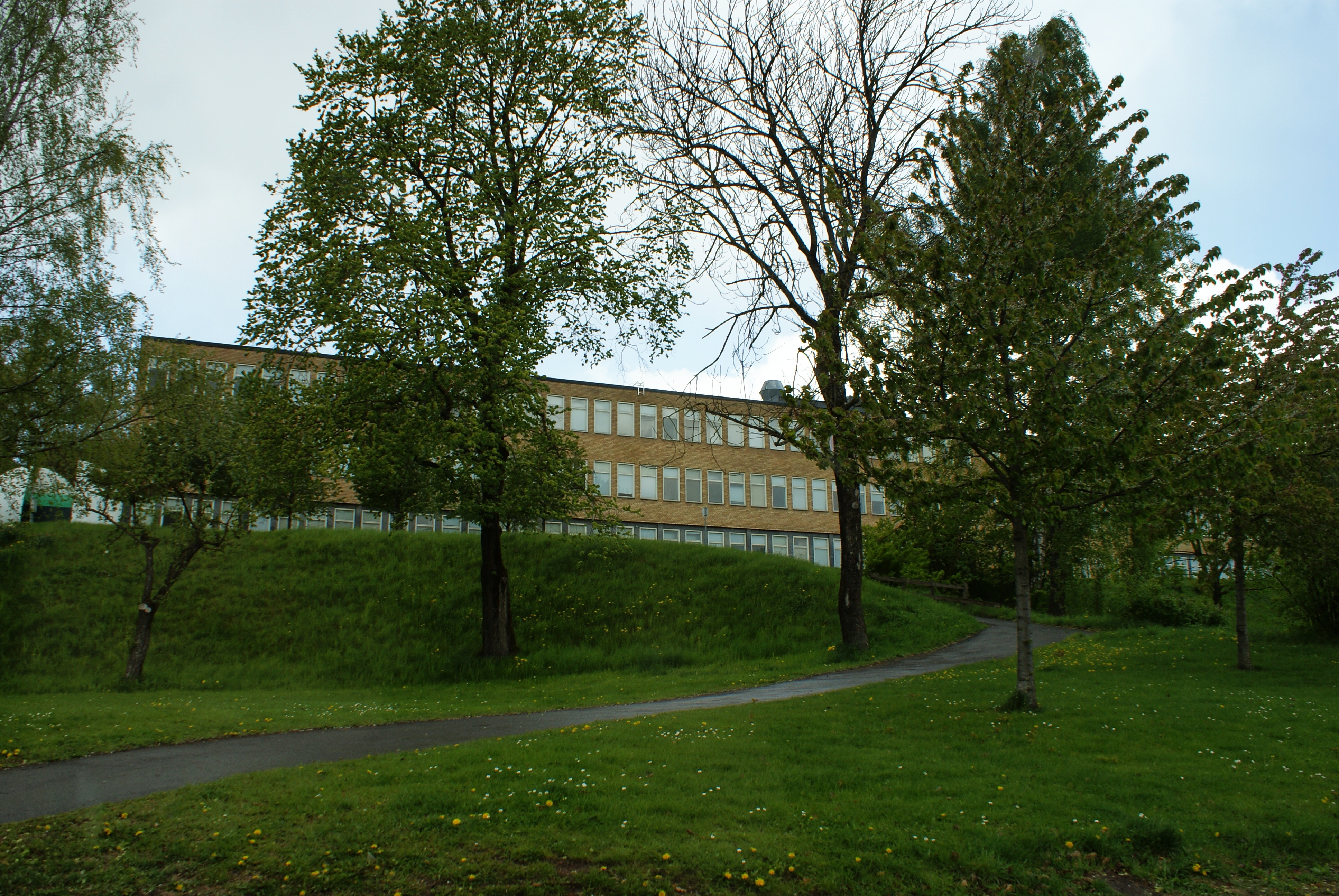
Västerhöjdsgymnasiet sedd från Badhusgatan.

## Västerhöjdsgymnasiet
Västerhöjdsgymnasiet ligger på Västermalm och inriktar sin utbildning mestadels åt det teoretiska hållet med exempelvis Samhällvetenskap, Naturvetenskap, Ekonomi och Teknik. Västerhöjd har cirka 1 300 elever och 200 anställda. Skolan har funnits länge under olika namn och har byggts om och till flera gånger, bland annat 1994 och 2005. Ombyggnationen 2005 gav möjlighet att införliva tidigare gymnasieskolan Lövängsgymnasiet till befintliga lokaler, vilket innebar att Västerhöjdsgymnasiet utökades med ett vård- och omsorgsprogram.

### Program
- Ekonomiprogrammet (EK)
- Estetiska programmet (ES)
- Handels- och administrationsprogrammet (HA)
- Humanistiska programmet (HU)
- Naturvetenskapsprogrammet (NA)
- Samhällsvetenskapsprogrammet (SA)
- Teknikprogrammet (TE)
- Vård- och omsorgsprogrammet (VO)

### Andra program
- Introduktionsprogrammet (IM)
- Lokalt idrottsutbildning (LIU)
- Nationell idrottsutbildning (NIU)

## Kavelbrogymnasiet

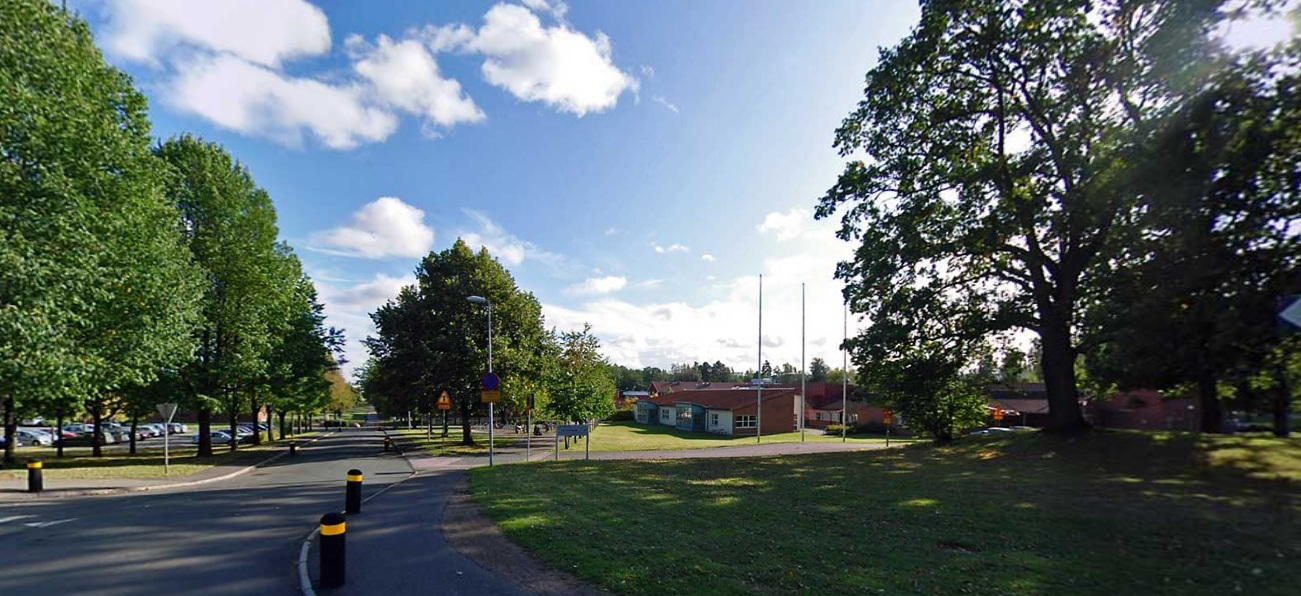
Kavelbrogymnasiet sett från Östergatan.

Kavelbrogymnasiet ligger på Östermalm och har både praktisk och teoretisk utbildning. Skolan har 800 elever. De flesta eleverna är klara för arbetslivet efter gymnasiet. Skolan har program som Industriprogrammet, Fordonsprogrammet och Byggprogrammet.  

### Program
- Barn- och fritidsprogrammet (BF)
- Bygg- och anläggningsprogrammet (BA)
- El- och energiprogrammet (EE)
- Fordons- och transportprogrammet (FT)
- Hantverksprogrammet (HV)
- Industriprogrammet (IN)
- Restaurang- och livsmedelsprogrammet (RL)
- VVS- och fastighetsprogrammet (VF)

### Andra program
- Gymnasial lärlingsutbildning
- Introduktionsprogrammet (IM)
- Lokal idrottsutbildning (LIU)
- Nationell idrottsutbildning (NIU)
- Individuella programmet (gymnasiesärskolan)
- Administration, handel och varuhantering (AHADM, gymnasiesärskolan)
- Fastighet, anläggning och byggnation (FAFAS, gymnasiesärskolan)
- Hotell, restaurang och bageri (HRHOT, särskolan)
- Hälsa, vård och omsorg (HOHAL, gymnasiesärskolan)